# Ponjoiskluppi
Ponjoiskluppi är klippor i Finland.   De ligger i kommunen Gustavs i landskapet Egentliga Finland, i den sydvästra delen av landet, 220 km väster om huvudstaden Helsingfors.
Terrängen runt Ponjoiskluppi är mycket platt.  Det finns inga samhällen i närheten. 